# Jamie Leweling
Jamie Leweling (Neurenberg, 26 februari 2001) is een Duits voetballer die bij voorkeur als vleugelspeler speelt. Hij tekende in 2024 voor VfB Stuttgart.

## Clubcarrière
Leweling speelde drie seizoenen in de 2. Bundesliga bij Greuther Fürth. In 2022 werd hij voor vier miljoen euro verkocht aan Union Berlin. Tijdens het seizoen 2023/24 werd hij verhuurd aan VfB Stuttgart. In mei 2024 tekende Leweling een vierjarig contract bij Stuttgart.

## Interlandcarrière
Leweling speelde voor verschillende Duitse jeugdelftallen. In oktober 2024 werd Leweling door bondscoach Julian Nagelsmann opgeroepen voor de A-selectie van Duitsland. Op 14 oktober 2024 scoorde hij bij zijn debuut tegen Nederland.